# Ломбардо, Хуан Хосе
Хуа́н Хосе́ Ломба́рдо (исп. Juan José Lombardo; 19 марта 1927, Сальто, Буэнос-Айрес, Аргентина — 26 ноября 2019, Буэнос-Айрес, Аргентина) — аргентинский военно-морской деятель, вице-адмирал. Один из разработчиков и руководителей аргентинского вторжения на Фолклендские острова в 1982.

## Служба

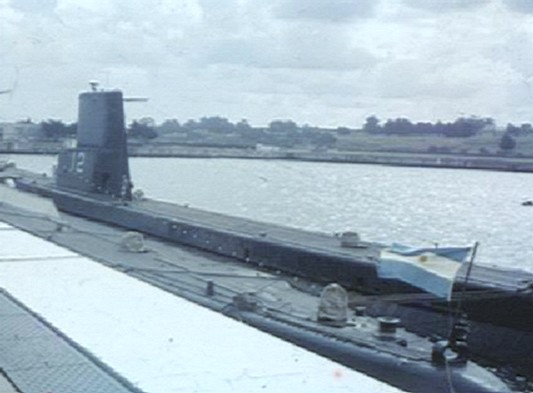
Подводная лодка ARA Santiago del Estero (S-12), на базе Мар-дель-Плата, 1969

В октябре 1966, после небольшого инцидента в Порт-Стэнли, ВМС Аргентины был организован поход подводной лодки «Сантьяго-дель-Эстеро» к Фолклендским островам. Официально субмарина направлялась в базу подводных сил Мар-дель-Плата. На ней, будучи по званию капитан-де-корбетта, находился Хуан Ломбардо. По прибытии к острову Восточный Фолкленд (Соледад), в 40 километрах южнее Порт-Стэнли, с лодки было высажено шесть бойцов спецназа COFS «Бузо тактико». Разделившись на два отряда, аргентинцы произвели разведку и наметку мест для возможной высадки войск, что и произошло в апреле 1982-го.

В 1982 с началом операции «Росарио», Ломбардо принял командование оперативным соединением 20 (исп. Teatro de Operaciones del Atlántico sur, TOAS), куда входили авианосец «Вейнтисинко де Майо», эскадренные миноносцы «Комодоро Пи», «Иполито Бушар», «Пьедра Буэна», «Сегуи» и танкер «Пунта-Меданос». Задачей соединения было дальнее прикрытие и поддержка на случай подхода британских кораблей.

## Арест
С 2010 находится под домашним арестом и ожидающим суда по делу о преступлениях против человечества, совершённых во время «Грязной войны» 1976—1980 в ходе «Процесса национальной реорганизации».